# Абдул Кадір Ґілані
Абдул Кадір Ґілані, теж Абдулкодір Ґілоній (перс. عبد القادر گیلانی,урду عبد القادر گیلانی; повне ім'я: Гавсул Аъзам Абу Мухаммад Муйиддин Саййид Абдулкодир Гилоний) нар.18 березня 1077 р. або 1078, м. Амол, в області Ґіляні в Ірані — пом.12 січня 1166 р., м. Багдад, Ірак) — один із найвідоміших мусульманських містиків та святих, суфійський шейх. Абдулкодір Ґілоній був засновником суфійського ордену «Кадірія».
За походженням — перс. Його батьком був Саїд Абу Саліх Муса аль-Хасані, прямий нащадок імама Хасана ібн Алі. Його вчителем був Абу Саїд Мухарамі. Його учень й наступник — Абу Мадьян аль-Ансарі. Він мав прізвисько — Мухїддін.
Абдул-Кадір Гілані провів дитинство у рідному Гіляні. У 1095 р., у віці вісімнадцяти років, вирушив до Багдада, де продовжив вивчення ханбалійського мазхаба під керівництвом Ібн Акіля та інших уславлених вчителів. Він вивчав фікх, хадіс і тафсир. Після завершення навчання, Абдул-Кадір Гілані покинув м. Багдад, і у 25 своїх років прожив пустельником, мандруючи у пустельних районах Іраку.
Йому було за п'ятдесят, коли він повернувся до Багдаду в 1127 році, і почав проповідувати в громадських місцях.
Ось що про нього пише Ідрис Шах у своїй книзі «Шлях суфія»:
| «Хадрат» («Святіший») Абдул Кадир розробив систему викликання духовних станів, названу Наукою Станів. Під пером послідовників його діяння набрали настільки перебільшений характер, що опис його особистості має мало що спільного з його власним визначенням постаті суфійського Вчителя. Надмірно палке захоплення екстазопороджуючими засобами, без сумніву, є причиною виродження организацій ордену Кадірійа. Це спільний уділ багатьох ентузіастів, коли досягнення змінного стану свідомості стає метою, а не засобом, що знаходиться під належним контролем спеціаліста…» «Подібно до Джалаледдіна Румі, Абдул Кадір вже в ранньому дитинстві проявляв чітко виражені надприродні здібності, і описи його життя повні згадувань подібних випадків». |
Шейх помер у 1166 році в Багдаді, у віці 88 років. Похований в мавзолеї Ґіляні.